# Rem als Jocs Olímpics d'estiu de 1908
Als Jocs Olímpics de 1908 realitzats a la ciutat de Londres (Regne Unit) es disputaren quatre proves de rem, totes elles en categoria masculina. Les curses es van disputar a Henley-on-Thames, població situada a la riber del Tàmesi, entre el 28 i el 31 de juliol.
Respecte al programa olímpic presentat en els Jocs Olímpics de 1904 realitzats a Saint Louis s'eliminà la prova de doble scull.

## Resum de medalles
| Prova                        | Or | Argent | Bronze | Bronze |
| Scull individual detalls     | Harry Blackstaffe | Alexander McCulloch | Bernhard von Gaza | Károly Levitzky |
| Dos sense timoner detalls    | Regne UnitJohn Fenning · Gordon Thomson | Regne UnitGeorge Fairbairn · Philip Verdon | CanadàFrederick Toms Norway Jackes | AlemanyaMartin Stahnke · Willy Düskow |
| Quatre sense timoner detalls | Regne UnitCollier Cudmore · James Angus Gillan · Duncan Mackinnon · John Somers-Smith                                                                                            | Regne UnitPhilip Filleul · Harold Barker · John Fenning · Gordon Thomson                                                                                         | CanadàGordon Balfour Becher Gale Charles Riddy Geoffrey Taylor                                                                             | Països BaixosHermannus Höfte · Albertus Wielsma · Johan Burk · Bernardus Croon                                                                           |
| Vuit amb timoner detalls     | Regne UnitAlbert Gladstone · Frederick Kelly · Banner Johnstone · Guy Nickalls · Charles Burnell · Ronald Sanderson · R. Etherington-Smith · Henry Bucknall · Gilchrist Maclagan | BèlgicaOscar Taelman · Marcel Morimont · Rémy Orban · Georges Mijs · François Vergucht · Polydore Veirman · Oscar de Somville · Rodolphe Poma · A. van Landeghem | CanadàIrvine Robertson Joseph Wright Julius Thomson Walter Lewis Gordon Balfour Becher Gale Charles Riddy Geoffrey Taylor Douglas Kertland | Regne UnitFrank Jerwood · Eric Powell · Oswald Carver · Edward Williams · Henry Goldsmith · Harold Kitching · John Burn · Douglas Stuart · Richard Boyle |

## Medaller
| Posició | País           | Or | Argent | Bronze | Total |
| 1       | Regne Unit     | 4  | 3      | 1      | 8     |
| 2       | Bèlgica        | 0  | 1      | 0      | 1     |
| 3       | Canadà         | 0  | 0      | 3      | 3     |
| 4       | Imperi Alemany | 0  | 0      | 2      | 2     |
| 5       | Hongria        | 0  | 0      | 1      | 1     |
| 5       | Països Baixos  | 0  | 0      | 1      | 1     |

El respresentant d'Itàlia i Noruega no obtingueren medalla.